# Ina Ray Hutton
Ina Ray Hutton (Chicago, 1916. március 13. – Ventura, 1984. február 19.) amerikai énekesnő, zenekarvezető; June Hutton nővére. Az első − kizárólag nőkből álló − big band vezetője.

## Pályafutása
Édesanyja zongorista volt Chicagóban. Ray Hutton hétévesen már színpadon táncolt és énekelt, tizenöt éves korában szerepelt egy revüben, a Future Stars Troupe a Palace Theatre-ben és Lew Leslie Clowns in Clover című filmjében. A Broadwayen fellépett George White Melody, Never Had an Education és Scandals című revüiben, majd a Ziegfeld Folliesban.
1934-ben megkereste egy vaudeville-ügynök, hogy hozzon létre egy kizárólag lányokból álló zenekart (Melodears). A big band tagja volt Frances Klein trombitás, Ruth Lowe Sandler kanadai zongorista, Jane Cullum szaxofonos, Marian Gange gitáros, Mardell „Owen” Winstead trombitás és Alyse Wells harsonás.
A Melodears rövidfilmekben és az 1936-os Big Broadcast című filmben szerepelt. Hat dalt rögzítettek, amelyeket Hutton énekelt. A Melodears 1939-ben feloszlott. Nem sokkal ezután Ina Ray Hutton megalapította az Orchestrat (csak férfiakkal). Ebben George Paxton és Hal Schaefer is szerepelt.
A zenekar szerepelt az Ever Since Venus (1944) című filmben. Miután ez az együttes is felbomlott, egy másik férfi együttest alapított. Az 1950-es években Hutton ismét női big bandet hozott létre, amely televízióban szerepelt a The Ina Ray Hutton Show-ban.
1968-ban visszavonult a zenéléstől. 67 évesen halt meg cukorbetegség okozta szövődményekben.
Öt férjétől vált el. Nem volt gyereke.

## Származása
Egyes történészek feltételezik, hogy ő és családja vegyes (fehér és afroamerikai) származású volt. Az 1920-as népszámláláskor mulattot írt be, 1930-ban pedig a négert. Az egyik 1924-es újságban megjelent róla egy fénykép: ezen a hétéves kislány egy teljesen fekete táncegyüttesben szerepel.

## Albumok
- Ina Ray Hutton and Her Melodears (2001)
- The Definitive Collection (2011)

## Filmek
- Ina Ray Hutton az IMDb-n